# Saved
Saved — двадцятий студійний альбом американського музиканта та автора пісень Боба Ділана, виданий 20 червня 1980 року лейблом Columbia Records.

## Про альбом
Saved — другий альбом Ділана, в якому він звертається до християнської тематики (першим був попередній альбом «Slow Train Coming»). У кожній пісні альбому розповідається про особисту віру і в них відчувається досить сильний вплив стилю госпел. На відміну від попереднього, багато критиків негативно сприйняли цей альбом за надмірний догматизм і пишномовність аргументів. Альбом піднявся до 3-ї позиції в Британії, але в США досяг лише 24-го місця і не здобув навіть золотого статусу.
Оригінальна обкладинка із руками була створена художником Тоні Райтом. Однак пізніше її замінили зображенням Ділана на сцені під час виступу того періоду, щоб згладити надмірну релігійну сутність оригінальної обкладинки. Початкова обкладинка іноді з'являлась на деяких перевиданнях.

## Список пісень
| Сторона 1 | Сторона 1                | Сторона 1  |
| #         | Назва                    | Тривалість |
| --------- | ------------------------ | ---------- |
| 1.        | «A Satisfied Mind»       | 1:57       |
| 2.        | «Saved»                  | 4:00       |
| 3.        | «Covenant Woman»         | 6:02       |
| 4.        | «What Can I Do for You?» | 5:54       |
| 5.        | «Solid Rock»             | 3:55       |

| Сторона 2 | Сторона 2       | Сторона 2  |
| #         | Назва           | Тривалість |
| --------- | --------------- | ---------- |
| 1.        | «Pressing On»   | 5:11       |
| 2.        | «In the Garden» | 5:58       |
| 3.        | «Saving Grace»  | 5:01       |
| 4.        | «Are You Ready» | 4:41       |